# Lac Keta
Pour les articles homonymes, voir Keta.
Le lac Keta (en russe : Кета озеро) est un lac en forme de long ruban orienté est-ouest, se situant entre les monts Keta et les monts Tonnel, dans le kraï de Krasnoïarsk, en Russie. 
Le lac couvre une superficie de 452 km2 et s'étend sur 90 km de long. Is est à une altitude de 93 m. 